# Jerzy Lwowic
Jerzy I (ukr. Юрій I Львович, ur. 21, 23 lub 24 kwietnia w latach 1247–1254, zm. 21, 23 lub 24 kwietnia 1308) – książę bełski w latach 1264–1301, książę halicki w latach 1301–1308; z dynastii Rurykowiczów.
Był synem Lwa I, księcia halickiego w latach 1269–1301, i Konstancji, córki króla Węgier Beli IV Wielkiego. Jego dziadkiem był Daniel I halicki, założyciel Lwowa. 
Jego pierwszą żoną była nieznana z imienia córka księcia Jarosława twerskiego. Małżeństwo zostało zawarte w latach 1282–1283. Po jej śmierci ok. 1286, Jerzy między wrześniem 1289 a 23 czerwca 1290 ożenił się po raz drugi, z Eufemią, córką Kazimierza I kujawskiego.

## Potomstwo
- Michał (zm. 1286–1287) – z pierwszego małżeństwa
- Maria (ur. 1290–1291, zm. 11 stycznia 1341) – żona Trojdena mazowieckiego
- Andrzej II (ur. 1291–1300, zm. 1323) – ostatni ruski król halicko-wołyński
- Lew II (ur. po 1292–1300, zm. 1321–1323) – książę łucki
- Anastazja (ur. 1308 lub wcześniej, zm. 1365) – żona Aleksandra I twerskiego

## Wywód rodowodowy
| 4. Daniel I halicki                             |  |                  |  |  |            |
|                                                 |  | 2. Lew I halicki |  |  |            |
| 5. Anna nowogrodzka lub NN, córka króla Mendoga |  |                  |  |  |            |
|                                                 |  |                  |  |  | 1. Jerzy I |
| 6. Bela IV                                      |  |                  |  |  |            |
|                                                 |  | 3. Konstancja    |  |  |            |
| 7. Maria Laskarina                              |  |                  |  |  |            |
|                                                 |  |                  |  |  |            |